# حي 54
حي 54 يقع بين البيضاء الجديدة وحي فاطمة الزهراء بمدينة البيضاء في ليبيا.